# John William Dunne
John William Dunne (1875–1949) fue un ingeniero aeronáutico y escritor irlandés. En el campo de la parapsicología, logró preeminencia a través de sus teorías sobre los sueños y por su autoría de obras interesadas por la cuestión de la naturaleza del tiempo. Como ingeniero aeronáutico pionero en los primeros años del siglo XX, Dunne trabajó en muchos aviones militares iniciales, concentrándose en diseños sin cola, y produciendo así aviones inherentemente estables.

## Biografía
John William Dunne nació en Curragh Camp, Condado de Kildare, Irlanda, en 1875, tercer hijo del General Sir John Hart Dunne KCB (1835–1924) y Julia Elizabeth Dunne, aristócratas anglo-irlandeses. Su vida y carrera posterior se desarrolló en Inglaterra. Desde temprana edad estuvo interesado en áreas científicas, e inspirado por una novela de Julio Verne, a la edad de 13 años, imaginó una máquina voladora que no necesitaba de dirección. Estaba particularmente interesado en el vuelo de la semilla de Zanortia, cuyo paracaídas vuela por el aire a medida que es depositado por el viento.

### Carrera militar
En 1900 Dunne se unió al Imperial Yeomanry y luchó en la segunda guerra bóer como subteniente al mando del General Roberts. Fue invalidado de vuelta a casa con fiebre tifoidea. Durante el permiso médico en 1901, comenzó a estudiar la ciencia de la aerodinámica y el vuelo con seriedad, en primera instancia observando aves en vuelo. Animado por un amigo de la familia, H. G. Wells, diseñó y construyó una serie de modelos de prueba basados en una configuración "sin cola".

### Aeronáutica
Llamado de nuevo a servir en una segunda expedición en 1903, Dunne fue diagnosticado de una afección cardíaca, lo que ocasionó tener que regresar de nuevo de la Guerra de los Bóeres. A pesar de su mala salud, continuó su estudio sobre el vuelo y hacia 1904, estaba dispuesto a proceder a la construcción de planeadores y con el tiempo aviones impulsados para probar sus teorías de control de vuelo y estabilidad de un diseño sin cola. Asignado a la Army Balloon Factory en South Farnborough en 1905, buscó la ayuda del coronel John Capper, comandante de la unidad. Con Capper como mentor, Dunne disponía de un experimentado ingeniero que podría ayudarle a diseñar la primera máquina voladora militar británica. Después de meses de construcción y pruebas de modelos, todos presentando una distintiva forma en "punta de flecha", Dunne construyó un planeador de transporte de pasajeros.
El D.1-A fue construido bajo gran secreto, y en julio de 1907, fue enviado por ferrocarril hasta el pueblo de Blair Atholl en las Tierras Altas de Escocia para las pruebas de vuelo. Con el coronel Capper como pasajero, el D.1-A voló un exitoso vuelo de ocho segundos conducido por las colinas al norte del pueblo. Dunne se estrelló al final del vuelo y Capper resultó levemente herido pero el planeador experimental había demostrado la estabilidad que Dunne consideraba tan esencial.
Los experimentos apoyados por la British Army Council durante 1907 y 1908 continuaron con el avión impulsado D.1-B (una versión modificada del D.1-A), estrellado en su primer vuelo. El planeador de entrenamiento D.2, diseñado en 1907, no fue construido, mientras que el triplano impulsado Dunne-Huntington, diseñado en 1907-1908, voló satisfactoriamente en 1911. El planeador tripulado D.3 voló con éxito en 1908 y el avión impulsado D.4, probado en 1908, tuvo un éxito limitado (en palabras de Dunne: "más saltador que volador").
En 1908, la British Army Council no estaba dispuesta a seguir apoyando los esfuerzos de Dunne y dejó la Balloon Factory. Con la inversión financiera de sus amigos, formó una pequeña empresa, el Blair Atholl Aeroplane Syndicate, para continuar sus experimentos. Hacia 1910, el D.5 Dunne, una gran mejora sobre los diseños anteriores, fue completado.
Al igual que los modelos anteriores, el D.5 era un biplano sin cola en forma de V, con alas agudamente barridas hacia atrás. Una góndola central alojaba al piloto (y pasajero) junto con un motor montado atrás que impulsaba dos hélices propulsoras. Las alas barridas proporcionaban estabilidad inherente al incorporar un "twist" y diseñado en curvatura con el ángulo de incidencia cambiando gradualmente desde la raíz hasta la punta de manera que el ángulo en la punta fuera menor que en la raíz.
El 20 de diciembre de 1910, Dunne sirviendo como piloto de pruebas, demostró la extraordinaria estabilidad del D.5 a una audiencia asombrada que incluía a Orville Wright. Continuó sus esfuerzos de diseño durante otros tres años, hasta que la mala salud forzó finalmente su retiro del vuelo y los experimentos. En reconocimiento de sus logros como diseñador pionero, Dunne fue investido como Fellow, Royal Aeronautical Society (F.R.Ae.S.). Aunque su filosofía de diseño de la estabilidad inherente fue probada, el diseño de avión prosiguió adelante por un camino enteramente diferente.
A principios de la década de 1920 Dunne asistió a Geoffrey Hill en el diseño del Westland Pterodactyl sin cola.

### Fallecimiento
Dunne falleció el 24 de agosto de 1949 a la edad de 73 años, en Banbury, Inglaterra.

## Diseños de aviación de Dunne

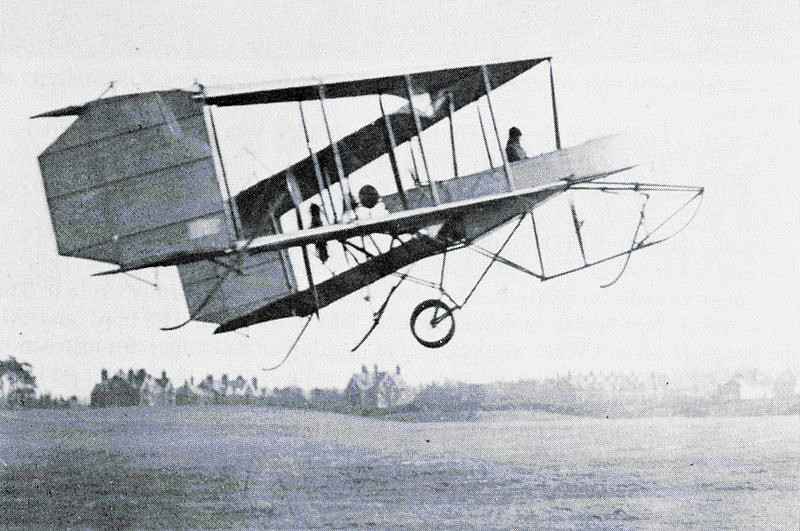
Dunne D.8 en Farnborough, 11 de marzo de 1914.

Dunne creó el primer avión sin cola práctico y estable, que fue también el primero en utilizar la plataforma de ala en flecha.
- Dunne D.1 (1907, voló como un planeador, la versión impulsada sufrió graves daños en el aparato de lanzamiento.)
- Dunne D.2 (propuesta de versión de planeador más pequeño del biplano Dunne-Huntington, no construido.)
- Dunne-Huntington biplano (diseño de 1906-1907, volando en 1910,[6] un amplio canard foreplane condujo a algunos a referirse a él como un triplano.[7])
- Dunne-Capper monoplane (1907, voló como planeador; impulsado en 1911.)
- Dunne D.3 (1908, planeador.)
- Dunne D.4 (1908, biplano impulsado utilizando alas del D.1. Logrados saltos cortos.)
- Dunne D.5 (1910, biplano impulsado; construido por Short Brothers, el alternativamente denominado Short-Dunne 5 fue el primer avión sin cola en volar. Voló bien pero después de un accidente fue reconstruido en forma modificada como el D.8.[8])
- Dunne D.6 (1911, monoplano.)
- Dunne D.7, (1911-1912, monoplano. El D.7-bis fue una versión de dos plazas del D.7.)
- Dunne D.8 (1912, D.5 reconstruido y modificado a raíz de un accidente; voló desde Eastchurch a París en 1913; licencia de construcción de Nieuport y Burgess.)
- Dunne D.9 (1913, monoplano; se estrelló en el primer vuelo; algunas fuentes afirman que el D.9 era un diseño biplano y cinco ejemplos estuvieron bajo construcción a lo largo de 1912-1913.[7])
- Dunne D.10 (1912, versión de envergadura más corta del D.8.)
- Burgess-Dunne (D.8 y variantes derivadas manufacturadas bajo licencia en EE. UU.; versiones terrestre y en hidroavión; voló con las fuerzas de EE. UU. y Canadá.)

## Obra filosófica
Dunne creyó haber experimentado sueños precognitivos. El primero que registra ocurrió en 1898, en el cual soñó con el tiempo que marcaba su reloj antes de despertar y verificarlo. Veinte de tales experiencias, algunas bastante dramáticas, le condujeron a emprender una investigación científica del fenómeno, y resultado de ello desarrolló una nueva teoría de la conciencia y el tiempo, conocida como serialismo.
A través de años de experimentación con sueños precognitivos y estados hipnagógicos Dunne postula que nuestra experiencia del tiempo como algo lineal es una ilusión producida por la conciencia humana. Dunne argumentó que pasado, presente y futuro son de hecho simultáneos y sólo experimentados secuencialmente debido a nuestra percepción mental de ellos. Era su creencia de que en el estado de sueño la mente no estaba encadenada de esta manera y que era capaz de percibir acontecimientos del pasado y del futuro con la misma facilidad.
En su obra más conocida, An Experiment with the Time (1927) (Un experimento con el tiempo), Dunne relata su propia experiencia con los sueños, de la que llegó a la conclusión de que los elementos precognitivos ocurren frecuentemente en los sueños. El libro ha sido reimpreso con frecuencia. En The Serial Universe (1934) (El universo en serie), The New Immortality (1938) (La nueva inmortalidad), Nothing Dies (1940) (Nada muere) y otras obras, profundizó en el concepto de "serialismo", donde postuló que una regresión infinita, o series de dimensiones existen dentro del tiempo, proporcionando a algún momento presente extensiones en el pasado y el futuro.
El trabajo de Dunne proporcionó una explicación científica para las ideas sobre la conciencia siendo exploradas a gran escala en el momento. Figuras tales como Aldous Huxley y J. B. Priestley abrazaron entusiastamente sus ideas, apareciendo también en la obra de Borges, Jung, Adolfo Bioy Casares o William S. Burroughs. Priestley basó sus obras Time and the Conways, An inspector calls y Dangerous Corner en ellas. Existen también paralelismos entre la teoría del tiempo de Dunne y la que propone T. S. Eliot en Four Quartets, aunque no está claro si Eliot fue influenciado directamente por Dunne.

## Obras publicadas
- Sunshine and the Dry-Fly (1924)
- An Experiment with Time (1927)
- The Serial Universe (1934)
- The League of Northwest Europe (1936)
- The Jumping Lions of Borneo (1937)
- The New Immortality (1938)
- An Experiment with St. George (1938)
- Nothing Dies (1940)
- Intrusions? (1955)

### En castellano
- Dunne, J. W. (2008). Un experimento con el tiempo. Barcelona: Zenith & Planeta. ISBN 9788408079583.

Sobre J. W. Dunne
- Priestley, J. B. (1966). «10». El hombre y el tiempo (Juan García Puente, trad.). Depósito Legal: M.:17826-1966. Madrid: Aguilar S.A. pp. 242-261.
- Siruela, Jacobo (2010). El mundo bajo los párpados. Imaginatio vera. Vilaür: Ediciones Atalanta. ISBN 9788493778453.

### En inglés
- Angelucci Enzo and Paolo Matricardi. World Aircraft: Origins World War 1. London: Sampson Low, 1977. ISBN 0-528-88165-5.
- Goodall, Michael H. and Albert E. Tagg. British Aircraft Before the Great War. Atglen, PA: Schiffer Publishing Ltd, 2001. ISBN 0-7643-1207-3.
- Jane, F.T., ed. Jane's All the World's Aircraft 1913. London: Sampson Low, 1913, (reprinted David & Charles. 1969).
- Milberry, Larry. Aviation in Canada: The Pioneer Decades, Vol. 1. Toronto: CANAV Books, 2008. ISBN 978-0-0921122-19-0.
- Poulsen, C.M. "Tailless trials, Tribute to a British Pioneer: The Dunne Biplanes and Monoplane.", "p. 557.", "p. 558." Flight, 27 May 1943, pp, 556–558.
- Wooldridge, E.T. "The History of Flight: Early flying wings (1870-1920)." century-of-flight.net. Retrieved: 2 May 2010.